# Aplonis minor
El estornino colicorto (Aplonis minor) es una especie de ave paseriforme de la familia Sturnidae que habita en Indonesia y las Filipinas.

## Descripción
El estornino de colicorto mide alrededor de 18 cm de largo. Como indica su nombre, tiene la cola corta y algo redondeada. El plumaje de los adultos es totalmente negro, con irisaciones verdes, violáceas y azules. El iris de sus ojos es rojo. Su pico es negro robusto y ligeramente curvado hacia abajo, y sus patas también son negras. En cambio los juveniles tienen el plumaje de las partes superiores negruzco y el de las inferiores blanco con vetas negras, aunque también tienen los ojos rojos.

## Distribución y hábitat
Se extiende por Java, las islas Menores de la Sonda, el sur de Célebes y la isla filipina de Mindanao.
Su hábitat natural son las selvas húmedas tropicales .